# Neue Jazzschool München
Der Neue Jazzschool München e. V. trägt eine der ältesten Ausbildungs- und Unterrichtsstätten für Jazz und Popularmusik in Deutschland. Bevor Konservatorien und Hochschulen Studiengänge im Bereich der Jazz- und Unterhaltungsmusik angeboten haben, eigneten sich Musiker an der 1974 gegründeten Munich Jazz School Grundlagen für das Improvisieren, Komponieren, Arrangieren und für die Live- und Studio-Arbeit an. Heute vereint der Neue Jazzschool München e. V. unter seinem Dach eine staatlich anerkannte Berufsfachschule für Musik mit der Fachrichtung Rock/Pop/Jazz sowie eine private Musikschule mit Schwerpunkt Jazz und Popularmusik.

## Geschichte
Anfang der 1970er Jahre reagierte der Jazzpianist Joe Haider auf die unbefriedigende Ausbildungssituation für Berufsmusiker in Deutschland. Junge Talente mit Leidenschaft für Jazz und Unterhaltungsmusik hatten keine Möglichkeit, sich fundiert ausbilden zu lassen oder professionellen Unterricht zu nehmen. Akademische Institutionen wie Konservatorien und Musikhochschulen schenkten dem Jazz und anderen Formen der Popularmusik als ernstzunehmendes Betätigungsfeld für Berufsmusiker keine Beachtung.
Haider, der selbst eine klassische Ausbildung am Richard-Strauss-Konservatorium in München absolviert hatte, war inspiriert von der 1967 gegründeten Swiss Jazz School in Bern, Europas erster Ausbildungsstätte dieser Art, und vom Unterrichtskonzept des renommierten Berklee College of Music in Boston. Mit diesen Vorbildern im Kopf gründete er zusammen mit Kollegen aus der lebendigen Münchner Jazz-Szene 1974 die erste Schule für Jazz und Popularmusik in Deutschland: die Munich Jazz School.
Seine Ausbildungs- und Unterrichtsstätte im Münchner Stadtteil Pasing lehnte sich eng an die Lehrpläne des Berklee College of Music an und entwickelte sich schnell zu einem Anziehungspunkt für Musiker aus dem gesamten Bundesgebiet und dem nahen Ausland. Es folgte eine intensive Zusammenarbeit mit dem Münchner Jazzclub Domicile, zusätzliche Workshops entstanden, und die Schüler der Munich Jazz School erhielten dank Haiders Kontakten die Chance, mit Größen des Jazz zusammenzuarbeiten.
Um die gesamte Palette der Berufsmusiker-Ausbildung abzudecken, gründete Haider das schuleigene Label EGORECORDS und ermöglichte so Schülern, ihre ersten Schallplattenaufnahmen zu veröffentlichen. Darunter waren unter anderem Produktionen des späteren Jazzschool-Leiters Max Neissendorfer mit dem Swiss Jazz Quintett.
Die Zusammenarbeit mit dem Kulturreferat München und Konzertsubventionen durch Unternehmen ergänzten das Ausbildungsprogramm. Auszeichnungen von Schülern der Munich Jazz School mit dem Kulturförderpreis für interpretierende Kunst der Landeshauptstadt München wie Thomas Faist, Max Neissendorfer, Peter Tuscher, Andreas Vahsen und Roman Schwaller bestätigten die Qualität der Ausbildung.
1984 wechselte Haider als Schulleiter an die Swiss Jazz School in Bern und er übergab die Geschicke der Münchner Schule an Max Neissendorfer. Unter Neissendorfers Federführung konstituierte sich die Schule 1985 als Verein und wurde in Neue Jazzschool München e. V. umbenannt. Zu dieser Zeit begann die Ausbildungsstätte ihre direkte Zusammenarbeit mit der Münchner Musikschule Ohrwurm, die den jüngsten musikalischen Nachwuchs an den Jazz und die Unterhaltungsmusik heranführt. Die Jazzschool bezog im Zuge dessen ein neues, gemeinsames Schulgebäude im Münchner Stadtteil Laim. Zu den Absolventen gehören der Filmkomponist Manu Kurz, die Sängerin und Darstellerin Conny Kreitmeier und der Pianist Jan Eschke.
Im Herbst 2007 erweiterte Neissendorfer zusammen mit dem langjährigen Jazzschool-Dozenten Franz-David Baumann das Ausbildungsangebot der Schule um eine staatlich anerkannte Ausbildungsmöglichkeit: Sie richteten die erste Berufsfachschule für Musik Fachrichtung Rock/Pop/Jazz in Oberbayern ein. Im Zuge der Berufsfachschul-Gründung kehrte die Jazzschool nach Pasing zurück. Die Schule bereichert mit Jam-Session-Reihen, Workshops, Wettbewerben und Konzerten das musikalische Leben von München und Oberbayern.

## Unterrichts- und Ausbildungsprogramme

### Berufsfachschule für Musik Fachrichtung Rock/Pop/Jazz
Berufsfachschulen für Musik sind eine staatlich anerkannte Berufsausbildungsform für Musiker, die nur im Bundesland Bayern existieren. Sie sind in die Fachrichtungen Klassik, Kirchenmusik, Musical und Rock/Pop/Jazz aufgegliedert.
Die zweijährige Ausbildung an der Berufsfachschule für Musik Fachrichtung Rock/Pop/Jazz endet mit dem Abschluss „Staatlich genehmigte/-r Leiter/-in in der Popularmusik“. Sie bereitet auf die Leitung von Chören, Big Bands, Schulbands, die Lehrtätigkeit an privaten Musikschulen sowie die Arbeit als Live- und Studiomusiker, Komponist und Arrangeur vor.
Mit dem Besuch des dritten pädagogischen Zusatzjahres erhalten die Absolventen die Unterrichtsberechtigung an öffentlich geförderten Musikschulen. Im Anschluss an die zweijährige Berufsfachschule lässt sich zudem die Ausbildung zum Fachlehrer für Musik und Kommunikationstechnik anschließen, mit der innerhalb von weiteren zwei Jahren die Lehrberechtigung an Real-, Haupt- und Förderschulen erworben wird.

### Intensivausbildung
Der Neue Jazzschool München e. V. setzt das Ausbildungskonzept des Institutsgründers Joe Haider fort, das eng an den Lehrplan des Berklee College of Music in Boston angelehnt ist. Die zweijährige Intensivausbildung richtet sich an angehende Berufsmusiker, die mit eigenen Bands unterwegs sind und sich fehlende technische und theoretische Grundlagen aneignen möchten.
Die Schüler der Intensivausbildung bereiten sich in Gehörbildungs-, Harmonielehre-, Rhythmik-, Arrangement- und Kompositionskursen auf die Anforderungen als Musiker vor. Unterricht im Haupt- und Nebenfachinstrument sowie im Ensemblespiel im Rahmen von Bandworkshops ergänzt das Ausbildungsprogramm. Nach bestandenen Abschlussprüfungen endet die Ausbildung mit dem institutseigenen Diplom der Neuen Jazzschool München e. V.
2017 wurde die institutseigene Intensivausbildung eingestellt und durch ein Kompakt-Diplom mit individuellen Angeboten zur Prüfungsvorbereitung ersetzt.

### Allgemeiner Instrumental- und Gesangsunterricht – Private Musikschule München
In Vorbereitung auf eine Berufsfachschule für Musik, das institutseigene Kompakt-Diplom des Neuen Jazzschool München e. V., die Aufnahmeprüfung an Musikhochschulen und Konservatorien oder zur Weiterbildung von Hobbymusikern wird allgemeiner Unterricht in den Fächern Gesang, Piano, Gitarre, E- und Kontrabass, Trompete, Saxophon, Posaune, Schlagzeug, Percussion erteilt.

## Dozenten
- Max Neissendorfer: Piano und Gesang, 1. Vorsitzender des Vereins Neue Jazzschool München und stellvertretender Schulleiter der Berufsfachschule für Musik Fachrichtung Rock / Pop / Jazz des Vereins Neue Jazzschool München e. V.
- Franz-David Baumann: Trompete, Posaune, Gehörbildung, Arrangement, Komposition, Ensembleleitung, Formenlehre, Improvisation/Stilistik, Instrumentenkunde und Bandworkshops, 2. Vorsitzender des Vereins Neue Jazzschool München und Schulleiter der Berufsfachschule für Musik Fachrichtung Rock / Pop / Jazz des Vereins Neue Jazzschool München e. V.
- Volker Giesek: Piano/Keyboards, Harmonielehre und Ensemblespiel
- Bernd Hess: Gitarre und Bandworkshop
- Andreas Keller: Schlagzeug, Percussion, Rhythmik
- Barbara Mayr: Gesang und Bandworkshops
- Alexander von Hagke: Saxophon, Klarinette, Querflöte, Unterrichtsmethodik, Ensemblespiel u. v. m.